# الجوازعة (لحج)
الجوازعة هي إحدى قرى الجمهورية اليمنية. وهي تتبع جغرافيًا لمحافظة لحج. وإداريًا لمديرية القبيطة. يبلغ تعداد سكانها 3779 نسمة حسب الإحصاء الذي جرى عام 2004م.